# Медалі ВДНГ
Медалі ВДНГ — нагрудні знаки Всесоюзної сільськогосподарської виставки, Виставки досягнень народного господарства СРСР (ВДНГ СРСР) та пізніше Всеросійського виставкового центру, з 23 червня 1992 року — Державне акціонерне товариство «Всеросійський виставковий центр» (ДАТ ВВЦ).

## Медалі ВСГВ
Учасники Всесоюзної сільськогосподарської виставки (ВСГВ), що показали кращі зразки роботи, нагороджувалися медалями Виставки, присуджується Головним комітетом ВСГВ: У 1939-1940 роках — великою та малою Золотою (золото 583 проби), великою та малою Срібною (срібро 925 проби) медалями «передовиків соціалістичного сільського господарства».
З 1954 року — великою та малою золотою і срібною медалями «За успіхи в соціалістичному сільському господарстві».
З 1955 року — медалями учасника ВСГВ та посвідченнями, в яких вказувалися номер медалі та дата видачі.
Учасники Виставки відзначалися також знаками «Учасник всесоюзної сільськогосподарської виставки» і «Юний учасник всесоюзної сільськогосподарської виставки». Інші учасники ВСГВ нагороджувалися Грамотами та Свідоцтвами (без медалей).

## МедаліВДНГ
Після створення ВДНГ СРСР нагородження проводилися Головним комітетом ВДНГ СРСР: У 1959-1962 роках — великою та малої золотою і срібною медалями «За успіхи в народному господарстві СРСР».
У 1962-1986 роках — золотою, срібною та бронзовою медаллю «За успіхи в народному господарстві СРСР». Крім медалей, учасники виставки нагороджувалися цінними преміями. Іноді, видача медалей і цінних премій відбувалися одночасно. Видачі медалей і цінних премій (у формі різноманітних подарунків) проводилися на основі постанов Головного Комітету Ради ВДНГ. Виписки з додатку до постанови видавалися усім нагородженим.
У 1959-1987 роках — медалями «Юний учасник ВДНГ».
З 1987 року  — медалями «Лауреат ВДНГ СРСР» (з 1992 року — ВВЦ) двох ступенів.
У 1999 році учасники Виставки були нагороджені медаллю «60 років ВСГВ-ВДНГ СРСР-ВВЦ».

## Опис
Основним сюжетом нагрудних знаків є союз робітничого класу та селянства, який мав різну художнє вираження в різні роки існування нагороди. Символом ВДНГ стало зображення «Робітника та колгоспниці», яке і стали зображати на медалях ВДНГ. Дана скульптура В. Мухіної прикрашала у 1937 року павільйон радянських досягнень на виставці в Парижі. Існувало три ступені цієї нагороди:
- золота медаль ВДНГ
- срібна медаль ВДНГ
- бронзова медаль ВДНГ

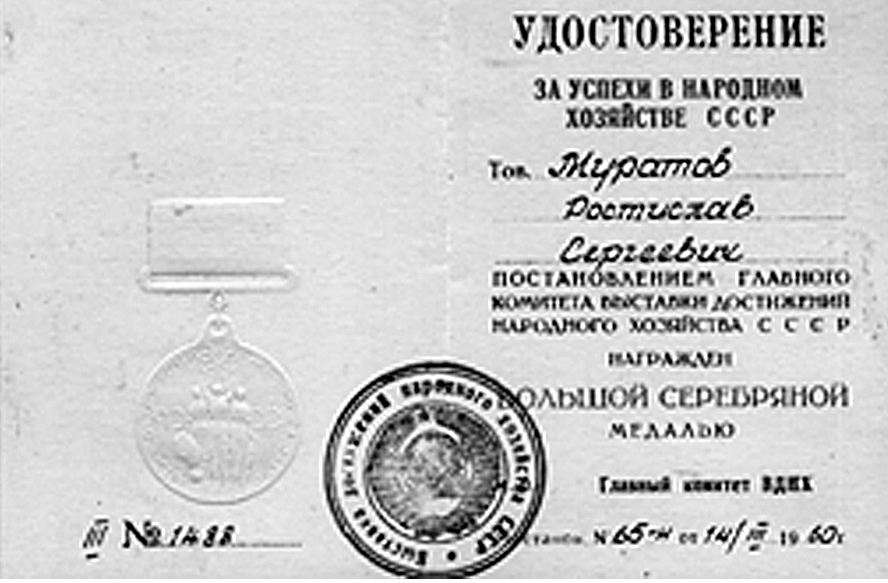
Посвідчення про нагородження срібною медаллю ВДНГ, 1960 рік

Крім того, існували варіанти: велика та мала медаль ВДНГ.
Медаль у різні роки мала діаметри — 26, 29 та 32 мм, та вагу — 12 та 18 гр.
Було два типи медалей за методом виготовлення: спочатку вушко, за яке за допомогою кільця медаль кріпилася до колодки, було паяне; на медалі, крім номера, штампувався рік, а згодом вушко у медалі стало цільноштампованим, а рік вже не вказувався.
З 1939 року, існували такі різновиди медалей ВДНГ:
- Велика і мала золоті медалі виготовлялися з золота 583 проби, відповідно випускалися тиражами по 500 і 1000 примірників.
- Велика і мала срібні медалі виготовлялися з срібла 925 проби, тираж великий медалі відомий — 2 тисячі штук, кількість малої — невідомо.

У 1953 році великі та малі медалі стали виготовлятися у різних варіаціях з золота 333—375 проби, вага і розміри у них були однаковими (18 грам, 32 мм для великої медалі, 12 грам і 26 мм для малої), відмінності стосувалися деталей зображення і наявності номера нагороди. На деяких медалях на зображенні з радіатором трактора був зображений хрест, а на інших він був відсутній, теж саме з номером медалі: десь він був, десь немає. Срібні велика та мала медалі мали точно такі ж розміри і вагу, як і золоті, але виготовлялися з срібла 925 проби, різновиди у них були точно такі ж, щодо хреста на радіаторі трактора і номера.
У 1959 році була введена медаль «Юному учаснику ВДНГ СРСР» (двох типів: на гвинті та на шпильці) та медалі лауреатів (золото і срібло), існувала до 1987 року.
З 1987 року для учасників виставки досягнень народного господарства існувала бронзова медаль з оксидуванням — «Лауреат ВДНГ СРСР», двох ступенів. Два її варіанти відрізнялися тільки наявністю та відсутністю хреста на радіаторі трактора і виду кріплення (шпилькове або гвинтове).
Спільним у зовнішньому вигляді всіх медалей ВДНГ була наявність опуклого бортика по краю лицьового та зворотнього боку, а також зображення на реверсі: по центру йшов напис великими літерами у чотири рядки «За успіхи в народному господарстві СРСР», а над нею — зображення серпа і молота.